# کوه ژلتائو
کوه ژلتائو (قزاقی: Желтау) یک کوه در استان پاولودار و استان قراغندی کشور قزاقستان است.